# Annexine V
L'annexine V est une protéine possédant une forte affinité pour la phosphatidylsérine (PS).
Elle est utilisée pour la détection précoce de l'apoptose.

## Structure et fonctions
L'annexine V est une protéine de 35-36KDa du groupe des annexines. Sa fonction pressentie est de jouer un rôle dans l'inhibition de la coagulation sanguine en concurrençant la fixation de PS avec la prothrombine, et d'inhiber l'activité de la phospholipase A1.

## Test d'affinité à l'annexine V
Couplée à un marqueur fluorescent, une enzyme, la biotine ou autre tag, l'annexine V permet de détecter les cellules en premières et mi-phases d'apoptose. En effet, l'un des premiers évènements de l'entrée en apoptose d'une cellule est l'exposition de la PS au milieu extracellulaire. Dans des conditions normales, ce phospholipide présent dans la membrane plasmique n'est exposé qu'au milieu intracellulaire, mais il se retrouve exposé à l'extérieur durant l'apoptose.
Ce test est complété par l'addition d'un agent intercalant (généralement l'iodure de propidium) qui ne pénètre dans les cellules que lorsque la membrane plasmique est altérée, c'est-à-dire en phase tardive d'apoptose, ou lors de la nécrose.
On peut dès lors distinguer les cellules en nécrose de celles en apoptose selon les critères suivants :
- AnV- / PI- → cellule vivante ;
- AnV- / PI+ → débris nucléaires ;
- AnV+ / PI- → phase précoce d'apoptose ;
- AnV+ / PI+ → phase tardive d'apoptose et ou nécrose.